# SJC (cable)
El sistema de cable Sudeste asiático Japón (o SJC del inglés South-East Asia Japan Cable System) es un pan-sistema de cable submarino asiático que conecta Japón, China, Hong Kong, Filipinas, Brunéi, Tailandia, Singapur e Indonesia en Asia. El cable SJC consta de 6 pares de fibras (64 x 40Gbps DWDM), con una capacidad inicial de diseño de 15 Tbit/s ampliable a 23 Tbit/s. El sistema de cable SJC utiliza el estado de la técnica SLTE 40G avanzado y tecnologías de ramificación de OADM. El SJC está en funcionamiento desde el 27 de junio de 2013.
Tenía un largo inicial de 8900 km, el cual llegó a 9700 km al unirse Tailandia.
En Japón llega a la estación Chikura, donde también llega el cable Unity, que conecta Japón con Estados Unidos. De esta forma, mejora la latencia de las comunicaciones entre Singapur y Los Ángeles.

## Puntos de aterrizaje
El cable SJC llega a los siguientes puntos de amarre:
- China continental (en Shantou)
- Hong Kong (en Chung Hom Kok)
- Japón (en Chikura)
- Filipinas (en Nasugbu, Batangas)
- Brunéi (en Telisai)
- Tailandia (en Songkhla)
- Singapur (en Tuas)